# 1118
Cette page concerne l'année 1118  du calendrier julien.
L'année 1118 est une année commune qui commence un mardi.

## Événements

### Proche-Orient
- Mars : expédition de Baudouin Ier de Jérusalem en Égypte avec 216 chevaliers et 400 fantassins. Il traverse le Sinaï, occupe sans résistance la ville de Farama et atteint le Nil. Baudouin tombe malade. Rapatrié en Palestine, il meurt en route à el-Arish, au nord-est du Sinaï (2 avril). Son cousin Baudouin d’Edesse lui succède[1].
- 14 avril, Pâques : sacre de Baudouin II du Bourg, roi de Jérusalem (fin en 1131)[2].
- 18 avril : mort de Muhammed Ier[3]. Son fils mineur Mahmoud II devient sultan Saljûqide d’Irak (fin en 1131)[4].
- 14 juin : Sanjar se proclame sultan Saljûqide au Khorasan[5] (fin en 1157). Il soumet toute la Perse.
- Été : l’émir turc Il Ghazi, gouverneur de Mardin en Mésopotamie, entre dans Alep. Il épouse la fille de Ridwan et bat le rappel de ses troupes[6].
- 3 août : mort d’Al-Mustazhir. Son fils Al-Mustarchid bi-llah devient calife ‘abbasside[7].
- Septembre-octobre : le Ghaznévide Arslân  est vaincu et tué par Sanjar[8]. Début du règne de Yamîn al-Dawla Bahrâm Shâh, sultan Ghaznévide (fin en 1152)[9].

- L’ordre militaire et religieux des Pauvres Chevaliers du Christ (futurs Templiers) est fondé à Jérusalem par Hugues de Payns et Godefroy de Saint-Omer (rejoint plus tard par d'autres nobles Français) afin de protéger les routes empruntées par les pèlerins[10].

- Le Comté d’Édesse doit abandonner Gargar aux Turcs[11].
- Fondation de la principauté turque des Mengüjekides d’Erzindjan (Anatolie)[12].

### Europe

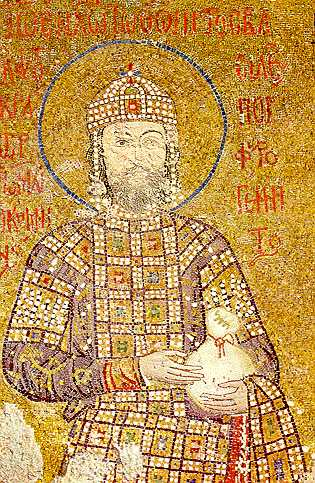
Jean II Comnène représenté sur un panneau de mosaïque de Sainte-Sophie

- 24 janvier : élection du pape Gélase II (fin de pontificat en 1119)[13].
- Février : Le concile de Toulouse prêche de la croisade en Espagne  en faveur d'Alphonse Ier d'Aragon qui prend Saragosse en décembre.
- 2 mars : Henri V chasse de Rome le pape Gélase II (Jean de Gaète) auquel il oppose l’antipape Grégoire VIII le 8 mars (fin de pontificat en 1121)[13].
- 9 mars : Gélase II est sacré pape à Gaète[13].
- 21 mars : l’évêque de Barcelone Oleguer est nommé par une bulle du pape Gélase II archevêque de Tarragone et évêque de Tortosa, en anticipation de la reconquête de ces deux villes par les Catalans. La région ne sera sécurisée que vers 1122-1124, puis menacée après la défaite chrétienne à Corbins (en 1124 ou 1126). Tarragone ne reçoit pas de garnison fixe avant 1130-1131 et son territoire n’est totalement soumis que vers 1153-1155[14].

- 7 avril : Gélase II convoque un concile  à Capoue qui excommunie Henri V et Grégoire[13].
- 2 juin : Henri V se fait couronner à Rome par l’antipape Grégoire VIII[13].
- 5 juillet : Gélase II rentre secrètement à Rome, puis se réfugie en France[13] (2 septembre)[15].

- 15 août : mort d’Alexis Ier Comnène, empereur byzantin ; l’impératrice Irène Doukas et sa fille Anne Comnène tentent en vain de lui faire déshériter sur son lit de mort son fils Jean au profit de son gendre Nicéphore Bryenne. Jean II Comnène (fin de règne en 1143), surnommé « le plus grand des Comnène » assure la paix intérieure grâce à sa politique agraire et consolide l’empire, recentré sur les Balkans. Il se consacre en priorité à la soumission des Serbes que la Hongrie appuie désormais contre les interventions byzantines[16].
- 18 décembre : capitulation de Saragosse[17]. Les Aragonais battent les Maures dans le nord-ouest de l’Espagne et font de Saragosse leur capitale.